# Râul Pârâu
Râul Pârâu este un curs de apă, afluent al râului Valea Nouă. Cursul superior al râului este cunoscut și sub denumirea de Râul Lazuri.

## Hărți
- Harta munții Apuseni